# Instituto Nacional de Estadística y Censos (Argentine)
Pour les articles homonymes, voir Instituto Nacional de Estadística y Censos.
L'Instituto Nacional de Estadística y Censos (INDEC) (en français : Institut national de la statistique et des recensements) est un organisme argentin, public et décentralisé, chargé des statistiques et des recensements. Sa création et son fonctionnement sont régis par la loi no 17.622, les décrets no 3110/70, 1831/93 et la Disposición INDEC no 176/99.
L'INDEC produit des informations statistiques sur l'Argentine qui peuvent être utilisées par les gouvernements pour la planification des politiques publiques. Il peut également être utilisé pour d'autres recherches et projections universitaires et privées. Les données individuelles fournies par les citoyens sont confidentielles et protégées par le secret statistique établi par la loi no 17.622.